# Senador vitalicio
Senador vitalicio fue una cualidad con origen en el patriciado, que era inherente al senador romano primordial, y que derogó Justiniano cuando limitó el ejercicio ejecutivo vitalicio, mediante el título «ad honorem» de «Expatricio». Así se mantenía el recuerdo del honor vitalicio de su cargo senatorial cuando cesaba su actividad ejecutiva y era enviado a «Sedes», por ejemplo, a «Provincias». ( Donde se derivó Expatriado). 
Actualmente es una prerrogativa que poseen, salvo renuncia, los expresidentes de la república, que al dejar su cargo les permite desempeñarse como senadores con carácter vitalicio. Es una figura actualmente utilizada en el sistema italiano, paraguayo, ruandino y burundino. También existió en el sistema español, brasileño, chileno, peruano, venezolano, somalí, canadiense y congoleño.

## Regulación por países

### Italia
El Senado italiano, además de sus miembros elegidos, existen hasta cinco miembros designados por el presidente de ese país por los méritos excepcionales en el campo social, científico, artístico o literario. También son senadores vitalicios los expresidentes de ese país.

### Paraguay
En Paraguay, el mecanismo está vigente. Se ha presentado un caso particular pues el saliente presidente de Paraguay Horacio Cartes ha sido electo senador nacional con voz y voto. Cartes desea ejercer ambos cargos simultáneamente o, en todo caso, acceder al de elección popular. Lo mismo actualmente pasa con Nicanor Duarte Frutos expresidente de la República, que ha intentado ocupar su banca de senador nacional electo en el año 2008. Ambos han recurrido a organismos judiciales para poder ser habilitados como candidatos a senador con voz y voto, habilitándoles para que posteriormente puedan jurar como senadores activos. La interpretación del artículo 189 de la Constitución del Paraguay ha dado lugar a opiniones controvertidas entre varios juristas y legisladores.

### Brasil
En Brasil estuvo vigente entre 1824 y 1889. Bajo el régimen monárquico.

### Chile
En Chile, durante la dictadura de Augusto Pinochet, fue incorporada a partir de la Constitución de 1980, que en su artículo 45 letra a) disponía que integrarían también el Senado "los expresidentes de la República que hayan desempeñado el cargo durante seis años en forma continua, salvo que hubiese tenido lugar lo previsto en el inciso tercero del número 1o. del artículo 49 de esta Constitución". 
Solo  Augusto Pinochet Ugarte y el expresidente Eduardo Frei Ruiz-Tagle llegaron a ostentar este cargo. Esta norma fue eliminada con las reformas constitucionales del año 2005.

### Perú
En Perú estuvo vigente desde 1979 hasta 1993. José Luis Bustamante y Rivero, Fernando Belaúnde Terry y Alan García Pérez fueron los únicos en ostentar dicho cargo, antes de la aprobación de la Constitución de 1993, que eliminó el Senado y estableció un Congreso unicameral.

### Venezuela
En Venezuela estuvo vigente entre 1961 y 1999. Bajo la Constitución de 1961, los expresidentes: Eleazar López Contreras (1961-1973), Rómulo Gallegos (1961-1969) Rómulo Betancourt (1964-1981), Raúl Leoni (1969-1972), Rafael Caldera (1974-1994 y 1999), Carlos Andrés Pérez (1979-1989 y 1994-1996), Luis Herrera Campins (1984-1999) y Jaime Lusinchi (1989-1999), han ostentado el cargo de "senador vitalicio" luego de haber culminado sus periodos presidenciales. Este privilegio fue suprimido en la Constitución de Venezuela de 1999, ya que se suprimió el Senado en Venezuela, y se creó en su lugar la Asamblea Nacional como la encargada del Poder Legislativo, siendo esta de carácter unicameral.[cita requerida]

### República Democrática del Congo
La Constitución de 2006 de la República Democrática del Congo concede membresía de por vida en el Senado a los expresidentes de la República. A partir de 2019, Joseph Kabila es el único senador vitalicio después de haber sido presidente de 2001 a 2019.

### Canadá
En una forma que recuerda el parlamento británico, los miembros del Senado de Canadá fueron nombrados de por vida. Desde la Constitución de 1965, sin embargo, los senadores deben retirarse al cumplir la edad de 75 años. A pesar de los senadores designados antes de la reforma fueron adquiridos en la legislación, ya no hay ningún senador vitalicio presente en el Senado canadiense. Orville Howard Phillips, el último senador de por vida, renunció a su escaño en 1999.

### Somalía
Una variación del "senador vitalicio" tema existe en la República de Somalia (1960-1969). Aunque la Constitución de 1960 no preveía un senado (el poder legislativo, conocida como la Asamblea Nacional, fue unicameral), lo hizo miembro de subvención de por vida en la legislatura a los expresidentes de la República

### Rumanía
La calidad de miembro por derecho se mantuvo en la Constitución de 1938 y que fue abolido junto con el Senado el 15 de julio de 1946, por el Partido Comunista dominado por el gobierno de Petru Groza.
La constitución actual de Rumania, aunque se restableció el Parlamento bicameral en 1991, no restableció el cargo de senador vitalicio.

### Ruanda
La constitución de Ruanda permite que los expresidentes del país se conviertan en miembros del Senado si así lo desean, enviando una solicitud a la Corte Suprema.

### Burundi
En Burundi, los exjefes de Estado sirven en el Senado de por vida. En la actualidad hay cuatro de ellos: Jean-Baptiste Bagaza, Sylvestre Ntibantunganya, Pierre Buyoya y Domitien Ndayizeye.